# Tasiocera (Tasiocera) cyatheti
Tasiocera (Tasiocera) cyatheti is een tweevleugelige uit de familie steltmuggen (Limoniidae). De soort komt voor in het Australaziatisch gebied.